# Propylen
Propen, còn được gọi là propylen hoặc methyl ethylen, là một hợp chất hữu cơ không bão hòa có công thức hóa học {\displaystyle {\ce {C3H6}}}. Nó có một liên kết đôi và là thành viên đơn giản thứ hai trong nhóm hydrocarbon anken. Nó là một loại khí không màu với mùi giống như dầu mỏ.